# 苏茜·普赖德
苏茜·普赖德（英語：Susy Pryde，1973年10月15日—），新西兰女子自行车运动员。她曾代表新西兰参加1994年、1998年和2002年英联邦运动会自行车比赛，获得二枚银牌。她也曾参加1998年和2002年英联邦运动会。